# Linia kolejowa Kołomyja – Stefaneszty
Linia kolejowa Kołomyja – Stefaneszty – linia kolejowa na Ukrainie łącząca stację Kołomyja ze stacją Stefaneszty. Zarządzana jest przez Kolej Lwowską (oddział ukraińskich kolei państwowych).
Znajduje się w obwodach iwanofrankiwskim i czerniowieckim.
Linia na całej długości jest jednotorowa i niezelektryfikowana.

## Historia
Linia powstała w latach 1898-1899 jako część Kolei Lokalnej Delatyn-Kołomyja-Stefanówka. Początkowo leżała w Austro-Węgrzech. W latach 1919–1945 położona była w Polsce i w Rumunii, następnie w Związku Sowieckim (1945 - 1991). Od 1991 leży na Ukrainie.